# Benson-Meditation
Die Benson-Meditation, auch Relaxation Response genannt, ist eine Methode, um mit Stress umzugehen und zu lernen, sich zu entspannen. Diese Technik wurde in den 1970er Jahren von dem Kardiologen Herbert Benson (1935–2022) an der Harvard Medical School entwickelt. Benson übernahm die Mantra-Technik aus der Transzendentalen Meditation, die zu jener Zeit eine im Westen verbreitete Adaptation des indischen Yoga war, als einfache und völlig säkulare Methode und arbeitete über die Auswirkungen dieser Tiefenentspannung auf messbare Körperfunktionen wie Blutdruck und Puls. Sein 1975 veröffentlichtes Buch The Relaxation Response wurde ein Bestseller und wird bis heute neu aufgelegt. Die Benson-Technik wurde (neben anderen Verfahren) wissenschaftlich eingesetzt, z. B. erfolgreich gegen Migräne bei Kindern
und gegen Alkoholismus getestet. Benson publizierte zahlreiche wissenschaftliche Aufsätze und populärwissenschaftliche Bücher. Er gründete 1988 das noch bestehende Mind/Body Medical Institute (MBMI) am Massachusetts General Hospital in Boston. Benson war wegen seiner unkonventionellen Ideen und seiner öffentlichen Popularität stets umstritten. Andererseits ist die von ihm postulierte Verbindung von psychischem Stress und Körperfunktionen heute breit akzeptiert, und er gilt auch unter seinen Kritikern als wichtigster Wegbereiter der Psychoendokrinologie und Psychoimmunologie.

## Methode
Die Benson-Meditation ist eine einfache Atemübung über 10–20 min, bei der ein Wort, Gebet o. ä. ständig wiederholt wird. Andere Gedanken sollen passiv missachtet werden. Die Wiederholung des Mantras soll beim Ausatmen erfolgen. Wesentlich sind: ruhige Umgebung, bequeme Körperhaltung, Fokus und Passivität.

## Wirkung
Das Massachusetts General Hospital betreibt ein Zentrum für Wellness-Angebote, wo neben anderem die Benson-Technik eingesetzt wird. Diesem Anbieter zufolge soll die genetisch determinierte Stressreaktion (Ausschüttung von Stresshormonen wie Noradrenalin) bei den Anwendern verändert werden. Angst, depressive Zustände, Ärgerbereitschaft und Feindseligkeit sollen vermindert werden.